# Kevin McNab
Pour les articles homonymes, voir McNab.
Kevin McNab, né le 21 février 1978 à Cairns dans le Queensland (Australie), est un cavalier de concours complet d'équitation australien pratiquant également le saut d'obstacle.
Sur Don Quidam, il a été médaillé d'argent aux Jeux olympiques de 2020 par équipe avec Andrew Hoy et Shane Rose et termine 14e en individuel.